# Clinokurchatovite
La clinokurchatovite è un minerale.